# BMW E12
El BMW E12 fue el primer modelo de la Serie 5 del fabricante bávaro BMW. Estuvo a la venta entre 1972 y 1981 y montaron varios tipos de motores, incluyendo versiones de 1.8 y 2.0 litros y cuatro o seis cilindros en línea.

## BMW M535i

### Historia
El M535i es la única versión oficial del E12 desarrollada por BMW-Motorsport y es el único modelo de la gama impulsado por el motor de 3.5L M30 de 6 cilindros que también montaban los 735i y 635csi. Además, monta un chasis especial desarrollado por Motorsport así como varias modificaciones estéticas.
Los M535i destinados al mercado europeo eran prácticamente ensamblados como cualquier otro E12 en la planta de BMW en Dingolfing, para luego ser terminados a mano en la fábrica de BMW-Motorsport en Múnich. Los modelos destinados al mercado sudafricano fueron enviados por piezas y ensamblados allí en la planta de Rosslyn. Así se reducía costes de importación y de aduanas.
El E12 M535i no se llegó a vender de manera oficial en EE. UU debido a que el motor 3.5L M30 no estaba disponible todavía con catalizador, por lo que no era apto según los estándares de emisiones estadounidenses.
|                     |
| BMW E12 (1976−1981) |

|                     |
| BMW E12 (1976−1981) |

### Producción
Dos versiones del M535i fueron producidas por Motorsport exclusivamente para el mercado europeo, uno con volante a la izquierda y otro con volante a la derecha. Los E12 montados en Sudáfrica mediante los kits enviados desde Alemania, tenían el volante a la derecha.

### Estética
Exteriormente el M535i se diferencia del resto de los modelos de la gama por los faldones delanteros, el alerón trasero de goma y las bandas tricolores a lo largo de la carrocería. Sin embargo, estas modificaciones estéticas estaban catalogadas como "especiales" y podían omitirse a solicitud del cliente para dar al vehículo la apariencia de cualquier otro serie 5 estándar. Así mismo, era posible eliminar todos los emblemas que identificaran al modelo. Aun así, las llantas especiales BBS de 14" fueron montadas en todos los M535i.
El modelo sudafricano, sin embargo, no ofrecía los faldones y alerones ni las bandas Motorsport del modelo europeo, aunque sí montaba los emblemas y las ruedas BBS con el logotipo M en el centro. Además se incluyeron unos grandes focos antinieblas delanteros.
Aunque en el interior compartía el mismo diseño que el modelo estándar, el M535i contaba con dos características especiales: Asientos delanteros deportivos fabricados por Recaro de tela o cuero y un volante deportivo de tres radios forrado en cuero idéntico al utilizado en el BMW M1.
En el modelo sudafricano es incluyó además de serie el aire acondicionado, los elevalunas eléctricos y el cierre centralizado.
Como extras el M535i contemplaba la siguiente lista:
- Antinieblas delanteros (exceptuando que se montara el faldón delantero)
- Lavafaros delantero
- Retrovisor derecho
- Salpicadero de cuero
- Asientos deportivos con las bandas de Motorsport
- Ajuste de altura del asiento de acompañante
- Aire acondicionado
- Alfombrillas velours
- Extintor
- Reposacabezas traseros
- Techo practicable (manual o eléctrico)
- Elevalunas eléctricos (en las 4 ventanillas o en las delanteras)
- Cierre centralizado
- Varios sistemas de sonido
- Antena eléctrica

### Versiones especiales
Oficialmente no hubo ediciones especiales del M535i. Sin embargo, el M535i no fue el primer modelo de E12 desarrollado por BMW Motorsport. A través de un programa especial ofertado poco después del lanzamiento del primer Serie 5, éstos podían ser equipados por Motorsport con el motor 3.0L y 3.2L (después) M30 de 6 cilindros procedente de los serie 6 y serie 7. Estos M530i construidos según los estándares de homologación sudafricanos eran los predecesores no oficiales del M535i. 
A principios de 1974, el serie 5 E12 podía ser equipado por BMW Motorsport con el motor M30 tanto carburado como de inyección. Más tarde la versión de 3.2L de inyección también estaba disponible. Estos modelos estaban basados en berlinas estándar 525, 528 o 528i que eran trasladadas de la cadena de montaje normal a la planta de Motorsport en Múnich, donde eran finalmente ensamblados. Como el número de bastidor era el original del donante, es difícil determinar cuántos fueron producidos, aunque algunas fuentes apuntan que fueron un total de 895 unidades entre 1974 y 1980.
Además de los motores M30, estas berlinas también recibieron una caja de cambios de relaciones más cortas, diferencial trasero, amortiguadores Bilstein, frenos traseros de disco, unas llantas BBS de 14" con el logotipo M en el centro y también estaba disponible las bandas tricolor en la carrocería, los asientos deportivos Recaro y el volante deportivo de tres radios, además de todos los extras estándar.

## BMW 530 MLE (exclusivo para Sudáfrica)
En Sudáfrica, el 530 MLE se produjo como un especial de homologación para competición, con 218 automóviles producidos. El motor es un M30 de 3.0 L que produce 132 kW (177 bhp). Se tomaron medidas significativas de reducción de peso, incluidos paneles de carrocería hechos de aluminio o acero más delgado.

## Motorizaciones
| Motores de gasolina            | Motores de gasolina                                                       | Motores de gasolina                                                       | Motores de gasolina                                                       | Motores de gasolina                                                       | Motores de gasolina                                                       | Motores de gasolina                                                       | Motores de gasolina                                                       | Motores de gasolina                                                       | Motores de gasolina                                                       | Motores de gasolina                                                       | Motores de gasolina                                                       | Motores de gasolina                                                       | Motores de gasolina                                                       | Motores de gasolina                                                       | Motores de gasolina                                                       | Motores de gasolina                                                       | Motores de gasolina                                                       | Motores de gasolina                                                       | Motores de gasolina                                                       |                                                                           |
|                                | 518                                                                       | 518                                                                       | 518                                                                       | 518                                                                       | 520/4                                                                     | 520/4                                                                     | 520i                                                                      | 520i                                                                      | 520/6                                                                     | 525                                                                       | 525                                                                       | 528                                                                       | 528                                                                       | 528i                                                                      | 528i                                                                      | 530                                                                       | 530i                                                                      | 533i                                                                      | M535i                                                                     |                                                                           |
| ------------------------------ | ------------------------------------------------------------------------- | ------------------------------------------------------------------------- | ------------------------------------------------------------------------- | ------------------------------------------------------------------------- | ------------------------------------------------------------------------- | ------------------------------------------------------------------------- | ------------------------------------------------------------------------- | ------------------------------------------------------------------------- | ------------------------------------------------------------------------- | ------------------------------------------------------------------------- | ------------------------------------------------------------------------- | ------------------------------------------------------------------------- | ------------------------------------------------------------------------- | ------------------------------------------------------------------------- | ------------------------------------------------------------------------- | ------------------------------------------------------------------------- | ------------------------------------------------------------------------- | ------------------------------------------------------------------------- | ------------------------------------------------------------------------- | ------------------------------------------------------------------------- |
| Periodo                        | 1974-1975                                                                 | 1975-1978                                                                 | 1978-1980                                                                 | 1980-1981                                                                 | 1972-1976                                                                 | 1972-1976                                                                 | 1972-1976                                                                 | 1976-1979                                                                 | 1977-1981                                                                 | 1973-1976                                                                 | 1976-1981                                                                 | 1974-1976                                                                 | 1976-1977                                                                 | 1977-1978                                                                 | 1978-1981                                                                 | 1975-1978                                                                 | 1974-1978                                                                 | 1979-1981                                                                 | 1979-1981                                                                 |                                                                           |
| Identificación del motor       | M10 B18                                                                   | M10 B18                                                                   | M10 B18                                                                   | M10 B18                                                                   | M10 M17                                                                   | M10 M17                                                                   | M10 M15                                                                   | M10 M64                                                                   | M20 B20VE                                                                 | M30 B25                                                                   | M30 B25                                                                   | M30 B28                                                                   | M30 B28                                                                   | M30 B28LE                                                                 | M30 B28LE                                                                 | M30 B30                                                                   | M30 B30                                                                   | M30 B33                                                                   | M30 B35LE                                                                 |                                                                           |
| Tipo de motor                  | L4 8v                                                                     | L4 8v                                                                     | L4 8v                                                                     | L4 8v                                                                     | L4 8v                                                                     | L4 8v                                                                     | L4 8v                                                                     | L4 8v                                                                     | L6 12v                                                                    | L6 12v                                                                    | L6 12v                                                                    | L6 12v                                                                    | L6 12v                                                                    | L6 12v                                                                    | L6 12v                                                                    | L6 12v                                                                    | L6 12v                                                                    | L6 12v                                                                    | L6 12v                                                                    |                                                                           |
| Diámetro x carrera             | 89.0 mm × 71.0 mm                                                         | 89.0 mm × 71.0 mm                                                         | 89.0 mm × 71.0 mm                                                         | 89.0 mm × 71.0 mm                                                         | 89.0 mm × 80.0 mm                                                         | 89.0 mm × 80.0 mm                                                         | 89.0 mm × 80.0 mm                                                         | 89.0 mm × 80.0 mm                                                         | 80.0 mm × 66.0 mm                                                         | 86.0 mm × 71.6 mm                                                         | 86.0 mm × 71.6 mm                                                         | 86.0 mm × 80.0 mm                                                         | 86.0 mm × 80.0 mm                                                         | 86.0 mm × 80.0 mm                                                         | 86.0 mm × 80.0 mm                                                         | 89.0 mm × 80.0 mm                                                         | 89.0 mm × 80.0 mm                                                         | 89.0 mm × 86.0 mm                                                         | 92.0 mm × 86.0 mm                                                         |                                                                           |
| Cilindrada                     | 1766 cm³                                                                  | 1766 cm³                                                                  | 1766 cm³                                                                  | 1766 cm³                                                                  | 1990 cm³                                                                  | 1990 cm³                                                                  | 1990 cm³                                                                  | 1990 cm³                                                                  | 1990 cm³                                                                  | 2494 cm³                                                                  | 2494 cm³                                                                  | 2788 cm³                                                                  | 2788 cm³                                                                  | 2788 cm³                                                                  | 2788 cm³                                                                  | 2986 cm³                                                                  | 2986 cm³                                                                  | 3210 cm³                                                                  | 3430 cm³                                                                  |                                                                           |
| Relación de compresión         | 9.5: 1                                                                    | 9.5: 1                                                                    | 9.5: 1                                                                    | 9.5: 1                                                                    | 9.0: 1                                                                    | 9.0: 1                                                                    | -                                                                         | 9.3: 1                                                                    | 9.2: 1                                                                    | 9.0: 1                                                                    | 9.0: 1                                                                    | 9.0: 1                                                                    | 9.0: 1                                                                    | 9.3: 1                                                                    | 9.3: 1                                                                    | -                                                                         | -                                                                         | 10.0: 1                                                                   | 10.0: 1                                                                   |                                                                           |
| Potencia máxima: CV (kW) @ rpm | 90 CV (66 kW) @ 5500                                                      | 90 CV (66 kW) @ 5500                                                      | 90 CV (66 kW) @ 5500                                                      | 90 CV (66 kW) @ 5500                                                      | 115 CV (85 kW) @ 5800                                                     | 115 CV (85 kW) @ 5600                                                     | 130 CV (96 kW) @ 5800                                                     | 125 CV (92 kW) @ 5700                                                     | 122 CV (90 kW) @ 6000                                                     | 145 CV (107 kW) @ 6000                                                    | 150 CV (110 kW) @ 5800                                                    | 165 CV (121 kW) @ 5800                                                    | 170 CV (125 kW) @ 5800                                                    | 177 CV (130 kW) @ 5800                                                    | 184 CV (135 kW) @ 5800                                                    | 170 CV (125 kW) @ 5800                                                    | 176 CV (129 kW) @ 5500                                                    | 197 CV (145 kW) @ 5800                                                    | 218 CV (160 kW) @ 5200                                                    |                                                                           |
| Par máximo: Nm @ rpm           | 145 Nm @ 3500                                                             | 143 Nm @ 3700                                                             | 140 Nm @ 3700                                                             | 140 Nm @ 4000                                                             | 165 Nm @ 3700                                                             | 165 Nm @ 3700                                                             | 181 Nm @ 4500                                                             | 175 Nm @ 4350                                                             | 160 Nm @ 4000                                                             | 212 Nm @ 4000                                                             | 212 Nm @ 4000                                                             | 238 Nm @ 4000                                                             | 238 Nm @ 4000                                                             | 235 Nm @ 4300                                                             | 260 Nm @ 4200                                                             | 250 Nm @ 3700                                                             | 245 Nm @ 4500                                                             | 290 Nm @ 4250                                                             | 310 Nm @ 4000                                                             |                                                                           |
| Tracción                       | Trasera                                                                   | Trasera                                                                   | Trasera                                                                   | Trasera                                                                   | Trasera                                                                   | Trasera                                                                   | Trasera                                                                   | Trasera                                                                   | Trasera                                                                   | Trasera                                                                   | Trasera                                                                   | Trasera                                                                   | Trasera                                                                   | Trasera                                                                   | Trasera                                                                   | Trasera                                                                   | Trasera                                                                   | Trasera                                                                   | Trasera                                                                   | Trasera                                                                   |
| Transmisión                    | Manual, 4 velocidades / Manual, 5 velocidades / Automática, 3 velocidades | Manual, 4 velocidades / Manual, 5 velocidades / Automática, 3 velocidades | Manual, 4 velocidades / Manual, 5 velocidades / Automática, 3 velocidades | Manual, 4 velocidades / Manual, 5 velocidades / Automática, 3 velocidades | Manual, 4 velocidades / Manual, 5 velocidades / Automática, 3 velocidades | Manual, 4 velocidades / Manual, 5 velocidades / Automática, 3 velocidades | Manual, 4 velocidades / Manual, 5 velocidades / Automática, 3 velocidades | Manual, 4 velocidades / Manual, 5 velocidades / Automática, 3 velocidades | Manual, 4 velocidades / Manual, 5 velocidades / Automática, 3 velocidades | Manual, 4 velocidades / Manual, 5 velocidades / Automática, 3 velocidades | Manual, 4 velocidades / Manual, 5 velocidades / Automática, 3 velocidades | Manual, 4 velocidades / Manual, 5 velocidades / Automática, 3 velocidades | Manual, 4 velocidades / Manual, 5 velocidades / Automática, 3 velocidades | Manual, 4 velocidades / Manual, 5 velocidades / Automática, 3 velocidades | Manual, 4 velocidades / Manual, 5 velocidades / Automática, 3 velocidades | Manual, 4 velocidades / Manual, 5 velocidades / Automática, 3 velocidades | Manual, 4 velocidades / Manual, 5 velocidades / Automática, 3 velocidades | Manual, 4 velocidades / Manual, 5 velocidades / Automática, 3 velocidades | Manual, 4 velocidades / Manual, 5 velocidades / Automática, 3 velocidades | Manual, 4 velocidades / Manual, 5 velocidades / Automática, 3 velocidades |
| Peso                           | 1240 kg                                                                   | 1240 kg                                                                   | 1240 kg                                                                   | 1240 kg                                                                   | 1230 kg                                                                   | 1260 kg                                                                   | 1250 kg                                                                   | 1260 kg                                                                   | 1310 kg                                                                   | 1350 kg                                                                   | 1370 kg                                                                   | 1385 kg                                                                   | 1385 kg                                                                   | 1410 kg                                                                   | 1430 kg                                                                   | -                                                                         | 1495 kg                                                                   | -                                                                         | 1430 kg                                                                   |                                                                           |
| Aceleración 0–100 km/h         | 13.9 s                                                                    | 13.9 s                                                                    | 13.9 s                                                                    | 13.9 s                                                                    | 12.3 s                                                                    | 11.8 s                                                                    | 11.1 s                                                                    | 11.3 s                                                                    | 12.4 s                                                                    | 10.1 s                                                                    | 10.1 s                                                                    | 9.5 s                                                                     | 9.5 s                                                                     | 9.3 s                                                                     | 9.3 s                                                                     | -                                                                         | -                                                                         | -                                                                         | 7.5 s                                                                     |                                                                           |
| Velocidad máxima               | 160 km/h                                                                  | 160 km/h                                                                  | 160 km/h                                                                  | 160 km/h                                                                  | 173 km/h                                                                  | 176 km/h                                                                  | 183 km/h                                                                  | 181 km/h                                                                  | 180 km/h                                                                  | 193 km/h                                                                  | 193 km/h                                                                  | 198 km/h                                                                  | 198 km/h                                                                  | 208 km/h                                                                  | 207 km/h                                                                  | -                                                                         | 200 km/h                                                                  | -                                                                         | 222 km/h                                                                  |                                                                           |
| Consumo combinado (L/100 km)   | 9.5                                                                       | 9.5                                                                       | 9.5                                                                       | 9.5                                                                       | 10.7                                                                      | 10.7                                                                      | 9.9                                                                       | 9.5                                                                       | 10.3                                                                      | 10.9                                                                      | 10.5                                                                      | 10.8                                                                      | 10.8                                                                      | 10.6                                                                      | 10.6                                                                      | -                                                                         | -                                                                         | -                                                                         | 10.6                                                                      |                                                                           |